# 聖カタリナ修道院

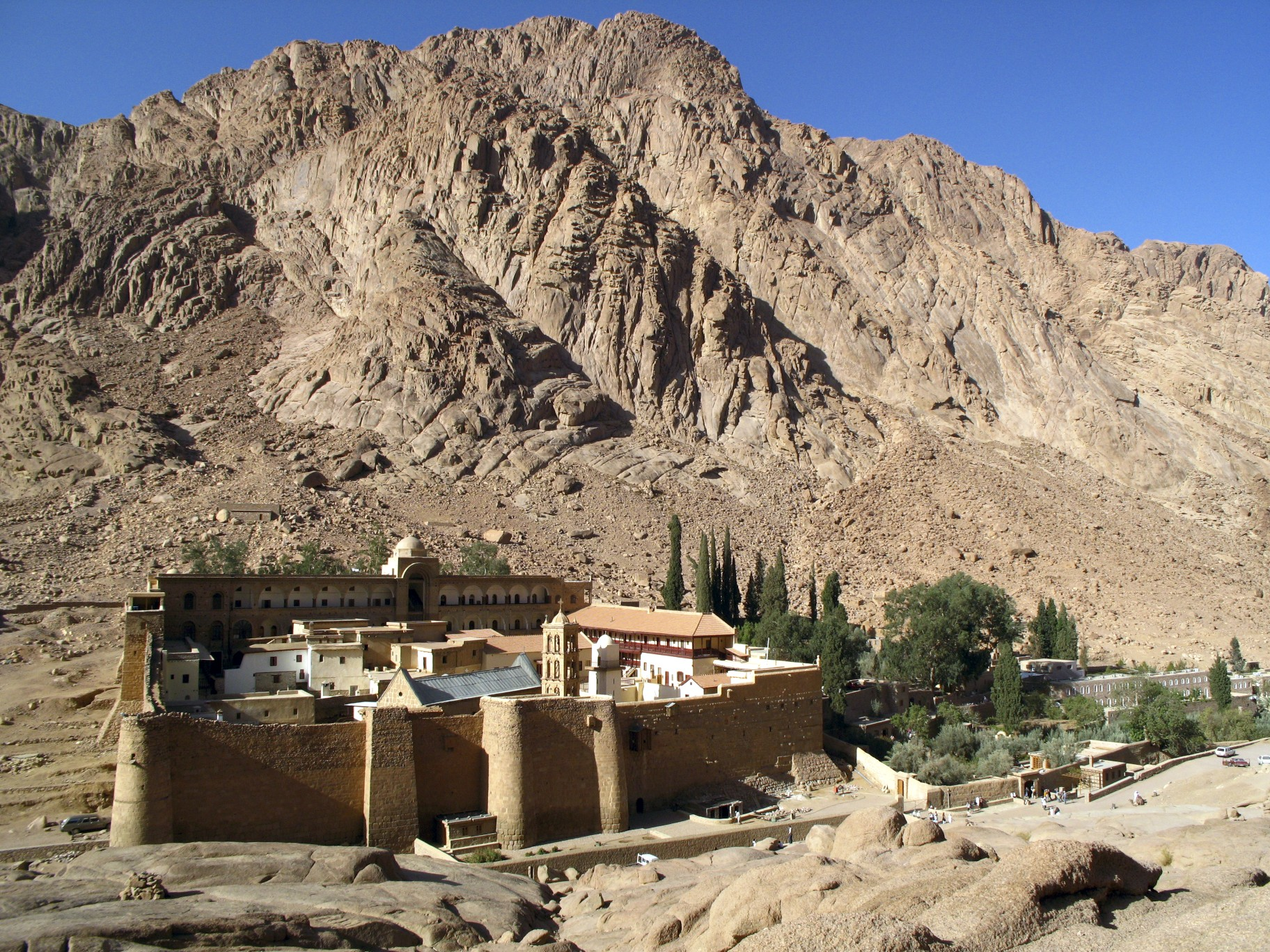
「柳の峰」を背にした聖カタリナ修道院

聖カタリナ修道院（せいかたりなしゅうどういん、英: Saint Catherine's Monastery、希:Η Ιερά Μονή Αγίας Αικατερίνης Όρους Σινά）は、エジプト、シナイ山の麓にある峡谷の河口、シナイ半島に位置する正教会の修道院の名称。他に聖カテリナ修道院、聖カトリーナ修道院、聖エカテリナ修道院とも称される。修道院は現在も継続して機能する、キリスト教正教会の世界最古の修道院である。聖カタリナ修道院はユネスコの世界遺産にも登録されている。

## 歴史

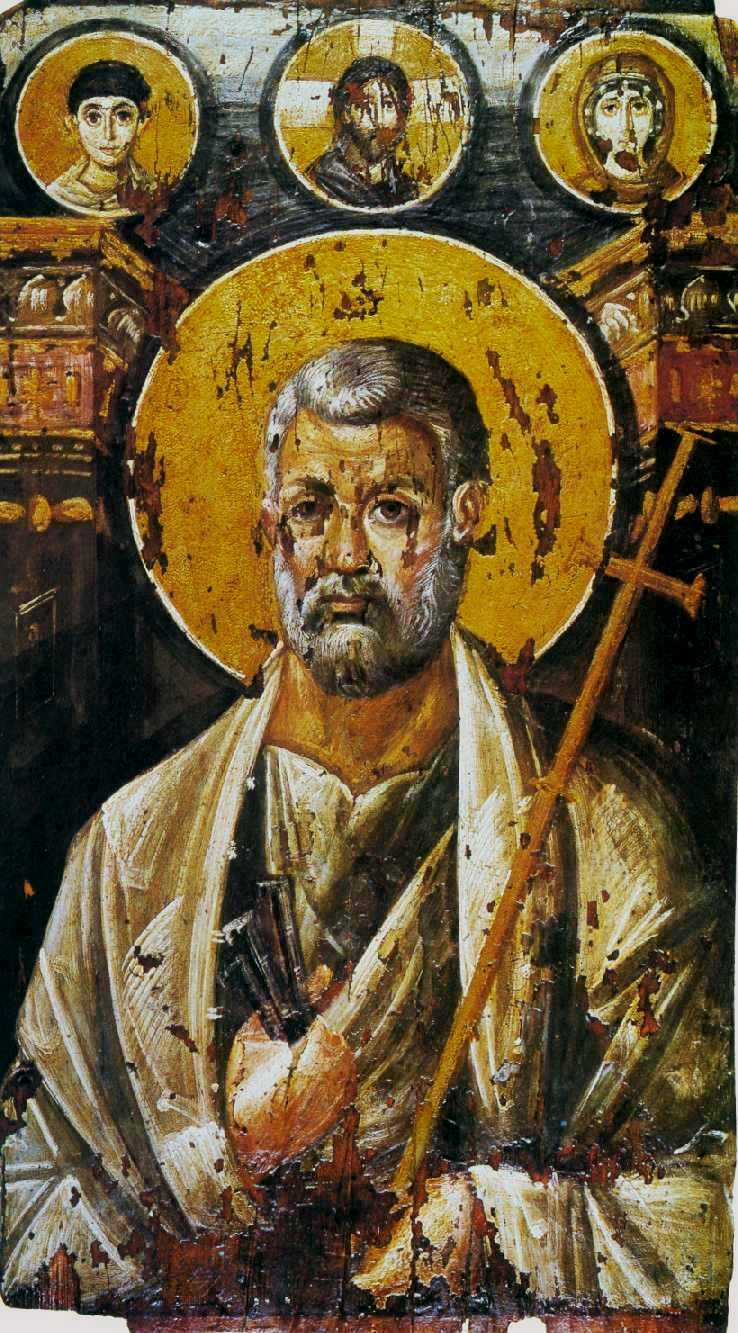
聖ペトロのイコン。聖カタリナ修道院は現存する初期のイコンを収蔵しており、このような6世紀の蝋画法によるイコンも所有している。

1884年、西暦381年から384年頃に書かれたと見られる、古の手記の断片がイタリアのある図書館で発見され、当時の聖地の様子やシナイ半島地域の修道院群での修道生活の様が描かれており注目された。この手記の一片には「聖なる地」から書かれた旅行記の一部、そしてエルサレムにおける復活祭の詳細な叙述が含まれていた。手書きの文書はエゲリアという名の女性の手によるもので、ラテン語で書かれていた。彼女は聖地や、旧約聖書によりモーセが神から十戒を授かった地とされる、シナイ山やその周辺にある多くの場所を訪れていた。
聖カタリナ修道院は527年から565年の間に皇帝ユスティニアヌス1世の命により建設され、コンスタンティヌス1世の母親であるコンスタンティノポリスのヘレナが建設を命じた、燃える柴の教会を囲んだ。この教会の場所はモーセが神の言葉を授かったとされる燃える柴が見られる場所で、ここに生息する低木は原生のものであるという。現地はユダヤ教、キリスト教、そしてイスラム教の3大宗教から、神聖視されている。
修道院は通例聖カタリナのものとして知られているにもかかわらず、その実際の名称は「救世主顕栄修道院」である。しかし、この場所はその遺骨が奇跡的にも天使によってここへ運ばれてきたと言われる、聖カタリナと結び付けて考えられ、聖地巡礼者からの人気を誇る地となった。
聖カタリナは、初めは車輪で処刑されることを宣告された。しかし、この車輪刑が失敗に終わったため彼女は打ち首の刑に処された。伝承によれば、天使が彼女の遺体をシナイ山へと運んだと言われている。800年ごろ、当時のシナイ修道院の修道士が彼女の亡き骸を発見した。この時、エジプトはムスリムの国であったため、シナイ山に連なる巨大な連峰に建てられていたこのキリスト教の修道院は、初期キリスト教のエジプト出身とされる致命女聖人カタリナの名を使用することができたのである。
修道院が所有し、ムハンマド本人により署名されたものとされる文書によると、修道院がある種の政治的亡命施設として容認されるようになった後、ムハンマドは敵から身を守るため修道院に身を隠したとされる。こうした理由と修道院領内にファーティマ朝のモスクが立てられた為、修道院は長年に渡る一帯のイスラム教支配下でも生き延びることができたのである。このモスクは正しくメッカの方角を向いていないため、現在では使用されていない。
7世紀中に、シナイ山にいる孤立した隠者が排斥され、補強された修道院のみが残った。修道院は依然としてそれを守る巨大な防御施設により囲まれている。20世紀まで、入り口は外壁の高い位置にあるドアを通じたものであった。1099年から1270年までの十字軍の時代より、シナイ山における十字軍の存在がヨーロッパのキリスト教徒の興味を駆り立て、修道院を訪れる向こう見ずな巡礼者の数を増加させた。また、修道院はエジプト、パレスチナ、シリア、クレタ島、キプロスとコンスタンチノープルにある信徒らによって支援されていた。

## 修道院概要

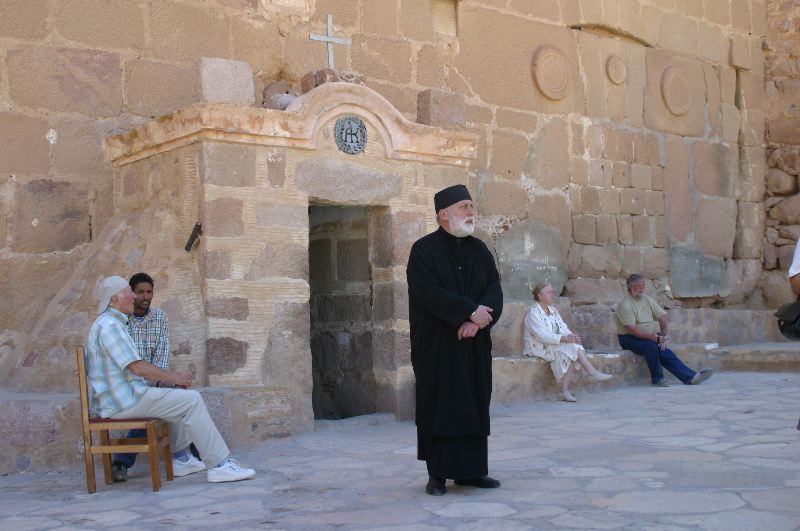
黒装束に身を包んだ、シナイの僧

修道院図書館は世界中の初期の写本や手記の収集物を、世界で2番目に多く収蔵しており、唯一バチカン図書館がそれを越える数を誇るのみである。収蔵するコレクションの長所には、ギリシャ語、コプト語、アラビア語、アルメニア語、ヘブライ語、古代シリア語で書かれたものが挙げられる。
「ワシリカ」と呼ばれる主聖堂他、複合施設にはかけがえのない美術品が収容されている。その中には、ギリシャとロシアのイコン、蝋画法による絵画（「主イエスの変容」、「シナイ山に立つモーセ」、「靴を脱ぐモーセ」）、司祭の装身具、聖餐杯や聖遺物箱がある。最も重要なことに、現地は5世紀と6世紀における、初期イコン作品の拠点となっていた。旧約聖書を題材とした最も古いイコンもここに保管されている。図書館内で行う作品のカタログを作成する計画が、現在着手されている。
修道院はシナイ山正教会全体を構成する。この教会は修道院の大修道院長でもある大主教により率いられる自治正教会である。大主教は伝統的にエルサレム総主教庁より叙聖される。

## 登録基準
聖カタリナ修道院は2002年に、ユネスコの世界遺産に登録された。
この世界遺産は世界遺産登録基準のうち、以下の条件を満たし、登録された（以下の基準は世界遺産センター公表の登録基準からの翻訳、引用である）。
- (1) 人類の創造的才能を表現する傑作。
- (3) 現存するまたは消滅した文化的伝統または文明の、唯一のまたは少なくとも稀な証拠。
- (4) 人類の歴史上重要な時代を例証する建築様式、建築物群、技術の集積または景観の優れた例。
- (6) 顕著で普遍的な意義を有する出来事、現存する伝統、思想、信仰または芸術的、文学的作品と直接にまたは明白に関連するもの（この基準は他の基準と組み合わせて用いるのが望ましいと世界遺産委員会は考えている）。

## 参考
- ムハンマドとの関連（英語）
- ムハンマドによる修道院への手紙（英語）